# 頴川美術館
公益財団法人頴川美術館（えがわびじゅつかん）は、兵庫県西宮市にあった兵庫県の登録博物館。

## 概要
重要文化財を含む美術工芸品など文化財の収集と保存及び公開と調査研究を目的に、実業家の4代頴川徳助（幸福銀行社長）が中心となって1971年に設立、1973年に開館した。
水墨画や長沢芦雪、池大雅らの近世絵画および茶道具、墨蹟など約500点を収蔵・展示、2009年には近隣の関西学院大学と連携協力協定を締結し、研究資料の提供や、博物館実習、芸術に関する学外講座を実施するなどした。
しかしながら財団は経営難のため2019年3月に解散、所蔵品および土地建物は兵庫県に譲渡された。耐震等の工事を実施のうえ「兵庫県立美術館西宮頴川分館」としてリニューアル開館する、と報じられ、2021年にはコレクション受贈記念展が兵庫県立美術館で開催された。
一方、建物である分館のほうは、一部を頴川グリーンホールとして2021年より運用を開始したが、2023年3月、美術館としての機能を十分に発揮できないことを理由に、閉館となっている。

## 主な収蔵品
重要文化財
- 赤楽茶碗　銘無一物　長次郎作
- 絹本著色阿弥陀曼荼羅図
- 紙本著色山王霊験記 1巻
- 紙本墨画三保松原図　伝能阿弥筆

その他の主な収蔵品
- 月夜山水図 長沢芦雪筆 （重要美術品）
- 鍾馗抜鬼眼図 賢江祥啓筆、称意東永賛

## 所在地
- 〒662-0813 兵庫県西宮市上甲東園1-10-40

## 交通アクセス
- 阪急今津線 甲東園駅 徒歩3分